# Norman Forsey
Norman Forsey (* 3. Januar 1963 in Hastings) ist ein neuseeländischer Schauspieler.

## Leben
Norman Forsey lebte als EDV-Techniker und Garderobenverwalter, bis er 1982 bei seinen Ausstatterarbeiten den Regisseur Sam Pillsbury kennenlernte, und eine Rolle im Film Schatten des Schreckens bekam. Von da an spielte er auch als Charakterschauspieler, unter anderem in Der Herr der Ringe: Die Gefährten, und Xena – Die Kriegerprinzessin. Er lebt in Wellington.

## Filmografie (Auswahl)
- 1982: Schatten des Schreckens (The Scarecrow)
- 1992: Hügel des Todes (Chunuk Bair)
- 1996–2001 Xena – Die Kriegerprinzessin (Xena: Warrior Princess, Fernsehserie, 5 Folgen)
- 2001: Der Herr der Ringe: Die Gefährten (The Lord of the Rings: The Fellowship of the Ring)